# Wivenhoe House
Wivenhoe House est une maison classée Grade II située à Colchester, Essex. Elle est utilisée comme un hôtel 4 étoiles.

## Histoire
L'histoire de Wivenhoe House commence en 1759 lorsque Isaac Rebow demande à Thomas Reynolds de construire la maison. En 1816, le propriétaire, le major-général Francis Slater Rebow, charge John Constable de peindre la maison sur toile pour la somme de 100 guinées . Le tableau, Wivenhoe Park, est maintenant conservé à la National Gallery of Art de Washington, DC.

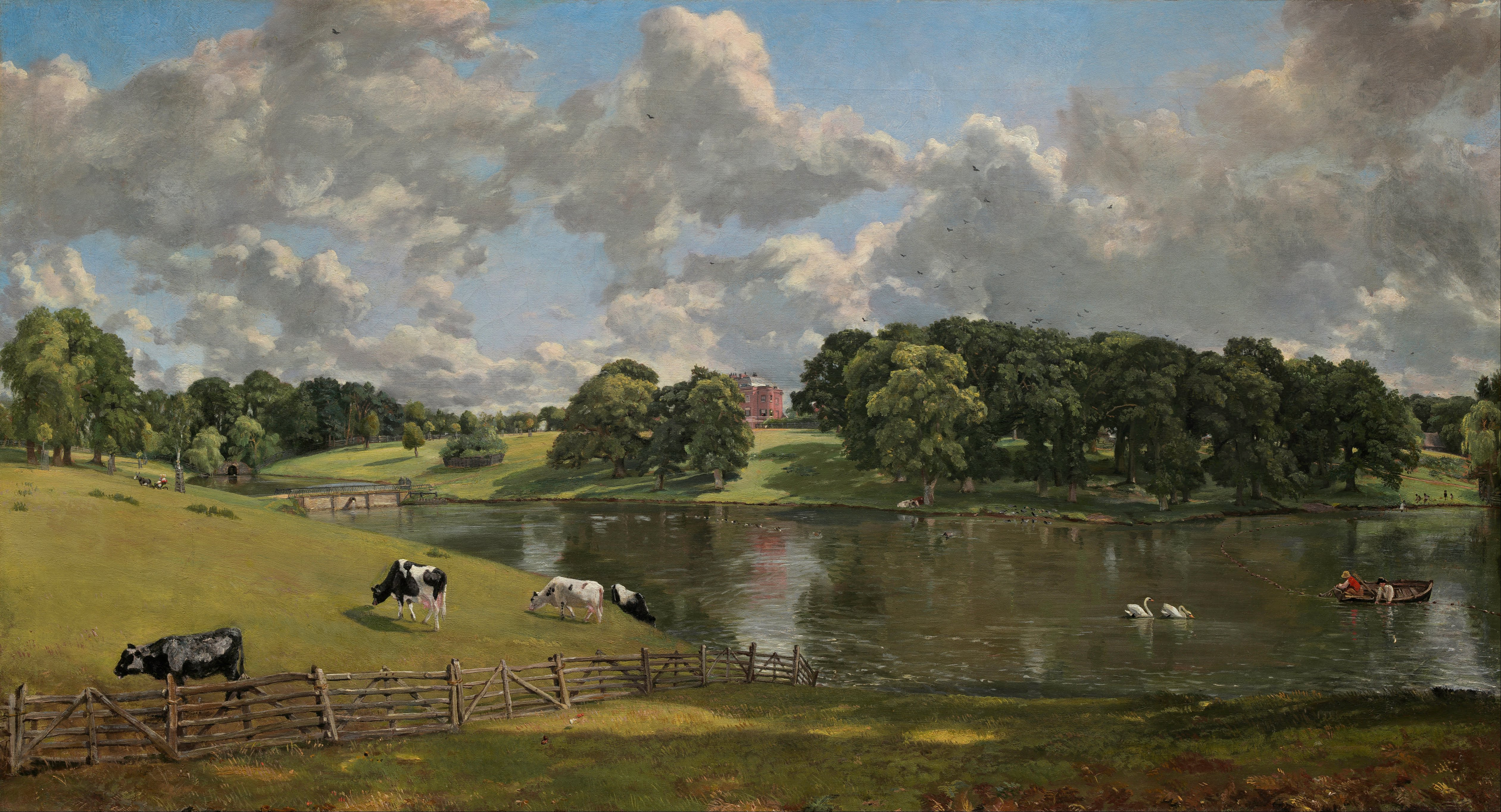
John Constable, Wivenhoe Park, 1816.

C'est le même général Rebow qui revient des guerres péninsulaires avec deux boutures de chêne-liège dans ses bottes. Aujourd'hui, ces deux chênes se dressent dans le parc .
À la mort du général Rebow en 1845, le domaine passe à son gendre, le futur député du Parti libéral anglais John Gurdon Rebow. Il charge l'architecte Thomas Hopper de remodeler la maison en 1846, et William Andrews Nesfield de réaménager les terrains et le parc.
John Gurdon Rebow meurt en 1870 et transmet le domaine à son fils Hector Gurdon Rebow, dont la propriété Wivenhoe House survit au pire tremblement de terre d'Angleterre en 1884. Le domaine est vendu à Charles Edmund Gooch en 1902. La maison est réquisitionnée par le Département de la Guerre lors des deux conflits majeurs du XXe siècle. La maison servait autrefois de siège au SAS.
Le fils de CE Gooch, Charles Michael Gooch, vend Wivenhoe Park, dont Wivenhoe House, à l'Université de l'Essex en 1964 sous la propriété de laquelle il reste aujourd'hui. L'Université exploite Wivenhoe House comme un hôtel et ajoute une extension entre 1986 et 1988 par l'architecte local Bryan Thomas .